# Лавини в Турция (2020)
Лавините в провинция Ван са двойка лавини, възникнали на 4-5 февруари 2020 г. в провинция Ван, Източна Турция.

## Описание
Във вечерта на 4 февруари 2020 г. в планински проход в квартал Бахчесарай се е образува лавина, която затрупва превозно средство за прочистване на снега и микробус. Петима души са убити, а други двама са изчезнали. Седемте пътници и шофьорът на микробуса успяват да избягат. В отговор на това, турският орган за управление на бедствия и извънредни ситуации започва голяма спасителна операция, включваща около 300 души персонал. Докато екипът е на място, на 5 февруари около обяд възниква втора лавина, която затрупва много превозни средства и убива най-малко 33 души.
Губернаторът на провинция Ван Мехмет Емин Билмез заявява, че сред загиналите са осем военни полицаи, трима селски пазачи, трима пожарникари и деветима доброволци. По-късно официални лица съобщават, че общо 53 души са ранени, а неизвестен брой остават погребани под снега. Силният сняг, мъглата и ветровете забавят спасителните усилия.
|  | Тази страница частично или изцяло представлява превод на страницата 2020 Van avalanches в Уикипедия на английски. Оригиналният текст, както и този превод, са защитени от Лиценза „Криейтив Комънс – Признание – Споделяне на споделеното“, а за съдържание, създадено преди юни 2009 година – от Лиценза за свободна документация на ГНУ. Прегледайте историята на редакциите на оригиналната страница, както и на преводната страница, за да видите списъка на съавторите. ВАЖНО: Този шаблон се отнася единствено до авторските права върху съдържанието на статията. Добавянето му не отменя изискването да се посочват конкретни източници на твърденията, които да бъдат благонадеждни. |